# عادل عبد الصادق
عادل عبد الصادق هو كاتب وخبير استراتيجي مصري. هو خبير بوحدة الإعلام ودراسات الرأي العام بمركز الأهرام للدراسات السياسية والإستراتيجية، ومدير برنامج دراسات المجتمع الرقمي بالمركز. يختص عبد الصادق في أبحاث الفضاء الإلكتروني والعلاقات الدولية، والشئون الأمنية.
حصل عبد الصادق على بكالوريوس العلوم السياسية، من كلية الاقتصاد والعلوم السياسية، سنة 2000، ثم درجة الماجستير في العلوم السياسية، عن بحث بعنوان «أثر الإرهاب الإلكتروني في مبدأ استخدام القوة في العلاقات الدولية»، من كلية الاقتصاد والعلوم السياسية، سنة 2009. حصل أيضا على درجة دكتوراة الفلسفة في العلوم السياسية عن رسالته «أثر الفضاء الإلكتروني في تغيير طبيعة العلاقات الدولية: دراسة في النظرية والتطبيق»، سنة 2014. عمل عبد الصادق محررا بمجلة «تعليقات مصرية» الصادرة عن مركز الأهرام للدراسات السياسية والإستراتجية خلال الفترة بين عامي 2003- 2009. كان أيضا محررا بدورية «تقرير القاهرة» الإلكترونية خلال الفترة بين عامي 2006- 2010. بالإضافة إلى ذلك، عمل محررا بالموقع الإلكتروني للمركز خلال الفترة بين سنتي 2001- 2009. وهو مدير مشروع المركز العربي لأبحاث الفضاء الإلكتروني. وشارك في تأسيس وحدة دراسات الإنترنت في عام 2003، وشارك في تأسيس المنتدى العربي لحوكمة الإنترنت عام 2012.
له العديد من المقالات والدراسات المنشورة، بالإضافة إلى عدد من الكتب والتي من أهمها: «أسلحة الفضاء الإلكتروني في ضوء القانون الدولي الإنساني»، و«الفضاء الإلكتروني والعلاقات الدولية: دراسة في النظرية والتطبيق»، و«الإرهاب الإلكتروني: القوة في العلاقات الدولية نمط جديد وتحديات مختلفة» و«الفضاء الإليكتروني والتحول في سياسات أجهزة الاستخبارات الدولية».

## آراؤه
يرى عادل عبد الصادق أن ما وصفه بـ«التغول على سيادة الدول» من قبل الشركات التكنولوجية المشغلة للتطبيقات الرقمية والتواصل الاجتماعي يعد «من أكبر التحديات والمخاطر الخاصة بالإنترنت، حيث أصبحت هذه الشركات تعمل على جذب رأس المال الوطني بشكل إعلانات تنفق في منصات هذه التطبيقات دون أن تدفع للدولة شيء، ودون أن تستفيد الدولة من هذه الأموال التي تخرج في شكل دعاية وإعلان لمثل هذه الشركات، وأصبحت تؤثر على القطاع الوطني العامل في الدعاية والإعلان»، وتطرق عبد الصادق إلى فكرة إنشاء مواقع تواصل خاصة بالدول العربية، قائلاً: «وجود مشروع شبكة تواصل اجتماعي عربية يمكن لها أن تنجح إذا ما توفرت لها القدرة والدعم المادي من الحكومات ومن المستثمرين الوطنيين، خاصة أن لدينا سوق ضخم في الوطن العربي يكون جمهور لهذه الشبكة الاجتماعية ويمكن استخدام هذه الشبكات في تحقيق عوائد مادية في شكل إعلانات تعود على الاقتصاد الوطني وفرص عمل وتسويق إلكتروني»، واستشهد عبد الصادق بالنموذج الصيني، إلا أنه أكد أن تلك الفكرة لن تنجح ما دامت الدول العربية «تستورد كل شيء»، ودعى إلى التحول إلى التصنيع المحلي في الصناعات التكنولوجية.

## المؤلفات
- الفضاء الإلكتروني والعلاقات الدولية: دراسة في النظرية والتطبيق، الهيئة المصرية العامة للكتاب.[7]

- البيانات الشخصية: الصراع على «نفط» القرن الحادي والعشرين، مركز الدراسات السياسية والاستراتيجية، 2018.[8]
- أسلحة الفضاء الإلكتروني في ضوء القانون الدولي الإنساني، مكتبة الإسكندرية، 2016.[9]
- الإرهاب الإلكتروني: القوة في العلاقات الدولية: نمط جديد وتحديات مختلفة، مركز الدراسات السياسية والاستراتيجية، 2009.[10]

- الفضاء الإلكتروني والرأي العام: تغيير المجتمع والدوات والتأثير، المركز الدولي للدراسات المستقبلية والاستراتيجية، القاهرة، 2011.[11]
- الحملات الالكترونية: المفهوم وآليات الـتأثير، 2013.[12]

- الديمقراطية القرمية، المركز الدولي للدراسات المستقبلية والاستراتيجية، القاهرة، 2009.[13][14]

- الرقمنة والأوبئة: التحديات والفرص في ضوء جائحة «كوفيد 19»، مركز الدراسات السياسية والاستراتيجية، 2020.[15]
- الفضاء الإلكتروني والتحول في سياسات أجهزة الاستخبارات الدولية، مركز الدراسات السياسية والاستراتيجية، 2013.[16]
- الفضاء الإلكتروني والثورة في شئون أجهزة الاستخبارات الدولية، المركز العربي لأبحاث الفضاء الإلكتروني، 2013.[17]
- الفضاء الإلكتروني والتدخل الخارجي في الشئون الداخلية: تحديات جديدة في عالم متغير، المركز العربي لأبحاث الفضاء الإلكتروني، 2017.[18]
- الإعلام الجديد والفاعليين الجدد في المجال العام: دراسة حالة الحملات الالكترونية، المركز العربي لأبحاث الفضاء الإلكتروني، 2009.[19]
- الفضاء الإلكتروني والديموقراطية: بين التحولات والتحديات، المركز العربي لأبحاث الفضاء الإلكتروني، 2012.[20]
- الاقتصاد الرقمي وتحديات السيادة السيبرانية، المركز العربي لأبحاث الفضاء الإلكتروني، 2020.[2]

## الجوائز
- جائزة الشيخ سالم العلي الصباح للمعلوماتية كأفضل مشروع ثقافي عربي لعام 2011[3]
- جائزة كتاب الجمهورية في تكنولوجيا الإتصال والمعلومات في 2010 عن موضوع الديمقراطية الرقمية والدور السياسي للإنترنت في العالم العربي[3]
- جائزة الأمم المتحدة لحقوق الإنسان عام 2007 عن موضوع المدونات نمط جديد من المشاركة السياسيّة[3]

## وصلات خارجية
- مقالاته في مركز الأهرام للدراسات السياسية والاستراتيجية.
- مقالاته في جريدة أصوات
- مقالاته في دورية السياسة الدولية